# Direct Stream Digital

Logo

Modulació per impulsos codificats (PCM) i Modulació per densitat d'impulsos (PDM/DSD).

 Direct-Stream Digital ™  (DSD) és marca registrada de Sony Corporation i Phillips per referir-se a la tecnologia de registre i reconstrucció de senyals d'audiofreqüència emprada principalment en els suports d'àudio digital Super Audio CD (SACD) i caracteritzada per:
* L'ús d'un tipus de codificació conegut com Modulació per densitat d'impulsos (PDM). La tecnologia de codificació emprada pels formats competidors (CD-Àudio i DVD-Àudio) es coneix com Modulació per impulsos codificats (PCM).
* Fer ús extensiu de tècniques de Modelatge de soroll (conegut en anglès com Noise shaping), que permet reduir el soroll dins de la banda de audiofreqüències sacrificant a canvi les ultrasòniques.
S'han publicat treballs experimentals rigorosos que conclouen que  no  hi ha diferències audibles entre el format SACD (que utilitza la tecnologia DSD) i el suport d'àudio digital DVD-Audio.
També s'ha provat indistingible del seu competidor PCM d'alta resolució DVD-Audio.